# Claire Chennault
Claire Lee Chennault (Commerce, 6 settembre 1893 – New Orleans, 27 luglio 1958) è stato un generale e aviatore statunitense, famoso per aver comandato le "Tigri Volanti" durante la seconda guerra mondiale.
Chennault organizzò il Gruppo volontari americani o Tigri Volanti, che prestò servizio in Cina prima che gli Stati Uniti d'America entrassero in guerra.
Nel luglio del 1942, dopo l'intervento degli Stati Uniti, il Gruppo volontari americani fu incorporato nel resto delle forze aeree degli USA, che combattevano in Cina. Entro quel periodo, tuttavia, essi erano riusciti a distruggere 300 apparecchi giapponesi, rallentando così l'avanzata del nemico. Nel 1943 Chennault fu promosso generale, ebbe il comando della 14ª armata aerea (volontari) degli Stati Uniti in Cina, e prese parte alla conferenza di Washington sulla strategia dell'Estremo Oriente.
Nel luglio del 1943 i piloti di Chennault si erano conquistati la superiorità aerea nella Cina orientale, ed in seguito appoggiarono l'esercito cinese nel suo sforzo di respingere i giapponesi in mare. Ma nel luglio del 1945, dopo aver rifiutato di sciogliere la formazione cino-americana della forza aerea cinese, Chennault rinunciò al comando della Fourteenth Air Force (14ª delle Numbered Air Force).

## Al cinema e in televisione
Il personaggio di Claire Lee Chennault appare in un film statunitense del 1945 e, nel 1976, in uno degli episodi televisivi della serie La squadriglia delle pecore nere.
- Le tigri della Birmania (God Is My Co-Pilot), regia di Robert Florey (1945)
- Flying Misfits, episodio del 1976 della serie televisiva La squadriglia delle pecore nere (Baa Baa Black Sheep)